# Test na życie
Test na życie (ang. Test) – amerykański dramat filmowy z 2013 roku w reżyserii i według scenariusza Chrisa Masona Johnsona. Zdjęcia kręcono w San Francisco.

## Obsada
- Scott Marlowe jako Fankie
- Matthew Risch jako Todd
- Kristoffer Cusick jako Walt
- Damon K. Sperber jako dr Corbett
- Kevin Clarke jako Bill
- Chris Mason Johnson jako Jerry

i inni.